# Valdoraptor oweni
Valdoraptor és un gènere de dinosaure teròpode del Cretaci inferior. Els seus fòssils s'han trobat a Anglaterra. L'espècie tipus V. oweni, fou descrita primerament com a Megalosaurus oweni per Lydekker l'any 1889. Fou reclassificat, i emplaçat en un gènere separat per George Olshevsky l'any 1991.